# Ona (Vorname)
Ona ist ein litauischer weiblicher Vorname (abgeleitet von Anna).

## Personen
- Ona Adomavičienė, Notarin, ehemalige Präsidentin der litauischen Notarkammer
- Ona Babonienė (* 1950), litauische Politikerin (LSDP)
- Ona Jogailaitė (1523–1596), polnisch-litauische Prinzessin, ab 1575 bis zu ihrem Tod, als „König“ von Polen und „Großfürst“ von Litauen, gewähltes Staatsoberhaupt von Polen-Litauen
- Ona Juknevičienė (* 1955), Wirtschaftswissenschaftlerin, Politikerin, seit 2004 Mitglied des Europäischen Parlaments
- Ona Munson (1903–1955), US-amerikanische Schauspielerin
- Ona Narbutienė (1930–2007),  Musikwissenschaftlerin und Professorin an der Musik- und Theaterakademie Litauens.

Zwischenname
- Irena Ona Mišeikienė, Unternehmerin